# Stefán Máni
Œuvres principales
Noir océan
Stefán Máni, né le 3 juin 1970 à Reykjavik, en Islande, est un écrivain islandais de roman policier et noir. Il incarne avec Arnaldur Indriðason, Arni Thorarinsson, Jon Hallur Stefansson, Yrsa Sigurðardóttir et Ævar Örn Jósepsson le renouveau de la littérature policière islandaise.

## Biographie
Il grandit à Ólafsvík et exerce divers métiers pour vivre. Sans formation, il se met à écrire dans une période de chômage. Il se rend à Reykjavik où il publie son premier roman à compte d’auteur en 1996. Il exerce plusieurs métiers et poursuit l’écriture. Il publie cinq nouveaux romans et obtient le Prix de la Goutte de sang (Blóðdropinn (is)) récompensant le meilleur roman policier islandais en 2007 pour Skipið. Il obtient à nouveau ce prix en 2013.
En France, il devient le premier auteur islandais de la Série noire en 2010 avec la publication de Noir Océan (Skipið). Ce roman noir et en scène l’équipage du Per Se, un cargo islandais en route vers le Suriname, où chacun des neuf membres de l’équipage cache un secret et contre lequel les événements contraires s’enchaînent. Son deuxième titre traduit en 2012, Noir Karma (Svartur á leik), raconte l’arrivée de Stefán à Reykjavik et son introduction dans la mafia locale, entre trafic de drogue, vol de voitures et extorsion. Ce roman est adapté au cinéma en Islande, film dans lequel l'auteur fait un caméo. Un troisième titre de l’auteur a été traduit en France en 2013.

## Œuvre

### Romans
- Dyrnar á Svörtufjöllum (1996)
- Myrkravél (1999)
- Hótel Kalifornía (2001)
- Ísrael: saga af manni (2002)
- Svartur á leik (2004) Publié en français sous le titre Noir Karma,  traduction d’Éric Boury, Paris, Série noire, 2012.
- Túristi (2005)
- Skipið (2006) Publié en français sous le titre Noir Océan,  traduction d’Éric Boury, Paris, Série noire, 2010, réédition Folio policier no 652, 2012.
- Ódáðahraun (2008)
- Hyldýpi (2009)
- Feigð (2011) Publié en français sous le titre Présages,  traduction d’Éric Boury, Paris, Série noire, 2013.
- Húsið (2012)
- Úlfshjarta (2013)
- Grimmd (2013)

## Filmographie

### Comme auteur adapté
- 2012 : Svartur á leik, film islandais réalisé par Óskar Thór Axelsson, d'après le roman éponyme.

### Comme acteur
- 2012 : Svartur á leik : un policier.

## Prix et distinctions notables
- Prix de la Goutte de sang (Blóðdropinn (pl)) 2007 : Skipið
- Meilleur polar de l’année par le magazine Lire en 2010 avec Noir océan.
- Prix de la Goutte de sang (Blóðdropinn (pl)) 2013 : Húsið